# José Alberto Jiménez
Jose Alberto Jiménez González (Coín, 18 de junio de 1996) es un baloncestista español  que se desempeña como alero en el CB Morón de la Primera FEB.

## Trayectoria
Es un jugador formado en las categorías inferiores del CB Deportivo Coín y Unicaja Málaga y en la temporada 2013-14 con apenas 17 años debutaría con el filial de Unicaja Málaga en Liga EBA. En la temporada siguiente debutaría con el Club Baloncesto Axarquía en la Liga LEB Oro.
En 2015, se marcharía a Estados Unidos para formar parte en el Eastern Florida State College y disputar la JUCO, pero causaría baja y regresaría a España para jugar en la temporada 2015-16 en el CB Deportivo Coín de Liga EBA. A mitad de temporada firma por el Óbila Club de Basket de la Liga LEB Plata. 
En la temporada 2016-17, firma por el CB Morón de la Liga LEB Plata, donde jugaría durante dos temporadas. 
En la temporada 2018-19, firma por el Basket Navarra Club de la Liga LEB Plata, donde jugaría durante temporada y media.
El 22 de noviembre de 2019, firma por el CB Marbella de la Liga LEB Plata.
En la temporada 2020-21, regresa al CB Morón de la Liga LEB Plata. 
En la temporada 2021-22, firma por el Club Bàsquet Cornellà de la Liga LEB Plata. 
En la temporada 2022-23, firma por el Ballincollig Basketball Club, con el que ganó la liga de baloncesto de Irlanda y fue nombrado MVP.
En la temporada 2023-24, regresa al CB Morón de la Liga LEB Plata, con el que logra el ascenso a Primera FEB. 
El 12 de julio de 2024, renueva por el CB Morón de la Primera FEB.

## Selección nacional
Es internacional en las categorías inferiores de la selección española. 